# Udoji United FC
Udoji United FC – nigeryski klub piłkarski z siedzibą w mieście Awka, działający w latach 1980–2000, grający niegdyś w nigeryjskiej pierwszej lidze.

## Sukcesy
- I liga[1]:
  - zwycięstwo (1): 1996

## Występy w afrykańskich pucharach
| Sezon | Rozgrywki       | Runda | Kraj     | Klub           | Dom | Wyjazd | Dwumecz |
| ----- | --------------- | ----- | -------- | -------------- | --- | ------ | ------- |
| 1997  | Puchar Mistrzów | 1     | Gwinea   | AS Kaloum Star | 3–1 | 1–1    | 4–2     |
| 1997  | Puchar Mistrzów | 2     | Algieria | USM Algier     | 2–0 | 0–3    | 2–3     |

## Stadion
Domowe mecze klub rozgrywał na stadionie o nazwie Awka Stadium w Awka, który mógł pomieścić 3 tys. widzów.

## Reprezentanci kraju grający w klubie
Stan na lipiec 2023.
- Murphy Akanji
- Raphael Chukwu
- Lucky Ezomo
- Emeka Ifejiagwa
- Kingsley Obiekwu
- Sunday Okoh
- Isaac Semitoje